# José Pinhal
José Pinhal (Santa Cruz do Bispo, Matosinhos, 1952 – 7 de abril de 1993) foi um cantor e compositor português. Apesar de nunca ter conhecido grande sucesso em vida, a sua obra despertou grande interesse junto do grande público quase 30 anos após a sua morte.

## Biografia
Esteve na guerra colonial, onde perdeu uma perna, passando a usar uma prótese.
A carreira musical de Pinhal começou a cimentar-se no final da década de 1970. Em 1979, na sua primeira apresentação pública, a música "Infância" fez com que se tornasse o grande vencedor do primeiro Festival da Canção do Norte. Na altura, ainda se dava a conhecer como Zé Nando.
Fez a maior parte do seu percurso musical no Norte de Portugal, tocando sobretudo em romarias e boates. O sucesso foi modesto, mas era reconhecido no circuito da região, sendo, até, amigo de outros artistas de música popular, como José Alberto Reis ou Marante. A sua mulher Fátima sofria de problemas de saúde, o que o terá afastado de oportunidades para se apresentar mais vezes a Sul do país. 
Trabalhou de perto com José Guimarães, poeta popular, letrista, escritor e músico português, que nasceu no Porto em 1932 e faleceu em Vila Nova de Gaia em 2007. Guimarães foi uma figura importante do panorama artístico português e do Grande Porto em particular. É um dos autores portugueses com mais músicas editadas em discos. 
Pinhal editou três cassetes, com música de sua autoria, pela editora Nova Força.
Morreu a 7 de abril de 1993, vítima de acidente de viação após um concerto, deixando uma filha de 17 anos, Marina Pinhal.

## Legado
Paulo Cunha Martins encontrou as cassetes no antigo escritório de Cipriano Costa, agente de José Pinhal, e digitalizou-as, de modo a poder partilhar com amigos e tocá-las em festas. As músicas de José Pinhal chegaram à internet, algures na década de 2010, pelas mãos de Joaquim Costa que as colocou no YouTube. O movimento foi ganhando entusiastas e criou-se um grupo de fãs de José Pinhal no Facebook.
Em 2016, nasceu a José Pinhal Post-Mortem Experience, um grupo de tributo que passou a levar a obra do músico aos palcos portugueses, tendo tocado em festivais como o Bons Sons ou o Paredes de Coura.
Em 2020, Dinis Leal Machado realizou A Vida Dura Muito Pouco, uma curta-metragem documental dedicada à vida do músico. O filme estreou no IndieLisboa desse ano.
A editora Lusofonia Record Club republicou parte da obra discográfica de José Pinhal em vinil em 2022. Quando saíram as 300 cópias do Vol.1 do José Pinhal, estas esgotaram em duas semanas. O Vol. 2 também já se encontra esgotado. 

## Discografia
- Vol. 1 (Nova Força, 1984)[5]
- Vol. 2 (Nova Força, 1985)[5]
- Vol. 3 (Nova Força, 1991)[5]

## Ligações Externas
- Tema Infância por José Pinhal

- PAWK Films | Trailer documentário: A vida dura muito pouco (2020)